# Șevcenkove, Zhurivka
Șevcenkove (în ucraineană Шевченкове) este localitatea de reședință a comunei Șevcenkove din raionul Zhurivka, regiunea Kiev, Ucraina.

## Demografie
Componența lingvistică a localității Șevcenkove
     Ucraineană (99,62%)
Conform recensământului din 2001, majoritatea populației localității Șevcenkove era vorbitoare de ucraineană (99,62%), existând în minoritate și vorbitori de alte limbi.